# Paul Brédart
Paul Charles Ferdinand Brédart né à Lille (Nord) le 3 février 1796 et décédé à Montivilliers (Seine-Maritime) le 17 octobre 1870 est un militaire et un négociant français, mis en cause dans la conspiration du 19 Août 1820.

## Biographie

### Origines familiales
Paul Charles Ferdinand Brédart nait à Lille le 14 pluviose an 4 (3 février 1796) de Pierre Joseph Louis Brédart, négociant en lin, dont la famille est originaire du Hainaut belge, et de son épouse Suzanne Gachet, originaire de Moselle.
A l'issue du traité de Tilsitt de 1807 entre Napoléon 1er et le Tsar Alexandre 1er, un accord commercial est conclu avec la Russie concernant les lins, chanvre, etc. dont la France a besoin. Le Comte Real, "grand commis de l'Empire", recrute les négociants nécessaires, dont Brédart et Boucquillon à Lille, et Lemaire à Colmar. Le ménage Brédart-Gachet part à Riga (alors en territoire russe) avec sa fille de 13 ans. Paul qui a 12 ans reste à Lille pour continuer ses études, sous le contrôle de la famille de sa cousine Pauline Motte-Brédart.
Mais le traité franco-russe est rompu sous l'influence de l'Angleterre en 1811, en 1812 Napoleon attaque la Russie, et c'est la faillite pour les Brédart. Pierre Joseph Louis regagne la région de Tournai en 1815, où il meurt en 1816. Sa femme reste à Riga pour tenter de sauvegarder quelques intérêts.

### Grognardde l'Empire (1811-1816)
En octobre 1811 Paul Brédart s'enrôle à 15 ans, à Thionville, au 96e régiment d'infanterie de ligne. D'abord fourrier, il devient sergent puis sergent-major en 1813. Il participe aux dernières campagne du 1er Empire (1813 en Allemagne, sous les ordres des généraux Bertrand et Margaron; 1814 à Mayence sous les ordres du général Morand; 1814 et 1815 en Belgique et dans l'Armée de la Loire). Sous la première restauration, il conserve ses galons de sergent-major en touchant demi-solde. Il est dans l'armée Grouchy pendant les cent jours, puis démobilisé en 1816 mais admis à la première Légion du Nord et nommé Sous-Lieutenant par ordonnance royale en 1816. Affecté à la  2e Légion du Nord, chargé des fonctions d'officier payeur, il est à Lille en 1818, puis sert à Paris. Cependant il est arrêté dans la nuit du 18 au 19 août 1820, alors qu'il est en service au poste de garde du Pont-Neuf, et incarcéré à la prison de la Force.

### Le "complot du Bazar français" et l'exil russe (1820-1831)

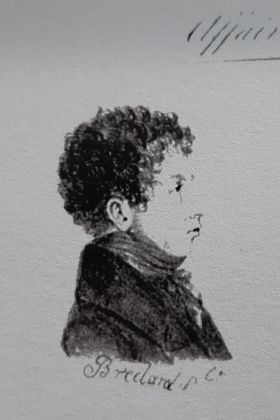
Paul Brédart en 1821 (archives nationales, procès du "complot du Bazar français") (dessins des accusés, détail).

Il est mis en jugement pour délits politiques, soupçonné d'avoir participé à la conspiration du 19 Août 1820, également connue sous le nom de complot du Bazar Français,. Pour renverser le pouvoir Bourbon, plusieurs garnisons devaient se soulever simultanément. Avec d'autres sous-lieutenants, Brédart est signalé comme l'un des chefs du complot, composé de bonapartistes mais aussi de républicains, derrière lesquels se trouverait La Fayette, et dont l'objectif est de placer au pouvoir le prince Eugène en tant que régent de l'Aiglon. "Nous avons un général à notre tête (...) L'affaire aura lieu cette nuit" aurait-il déclaré par exemple Brédart devant témoins le 18 août. Il est mis en congé illimité le 1er décembre 1820. Lors de l'instruction il se défend en disant qu'il n'a fait que colporter des bruits avec d'autres officiers, sans prendre part au complot,. Trente trois personnes sont jugées, 3 sont condamnées à mort par contumace, 6 à des peines de prison, et 24 acquittées faute de preuves suffisantes, dont Brédart, le 16 juillet 1821,,. Cependant, conduit à l'état-major avec ceux des acquittés encore en activité ou en disponibilité, il est contraint le même jour à la démission de l'armée, qu'il donne en invoquant des "blessures reçues lors de ses campagnes". Le 17 juillet 1821, l'état-major "l'autorise à se rendre au Havre, pour embarquer incessamment et se retirer de suite dans sa famille, établie à Moscou".

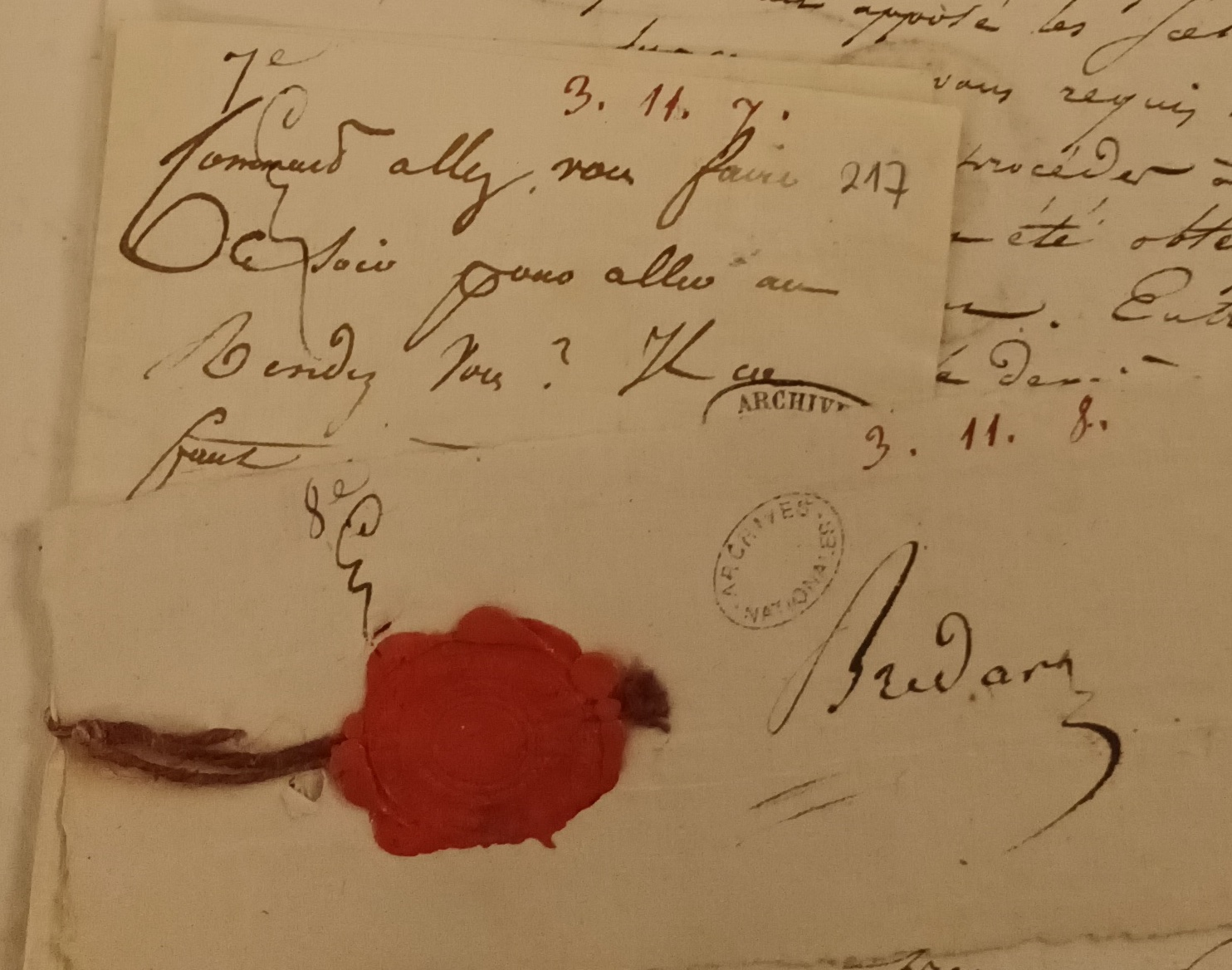
Documents saisis en 1820 au domicile de Paul Brédart en vue du procès du "complot du Bazar français".

L'histoire de ses 10 années d'exil russe est largement méconnue. Paul Brédart y retrouve sa mère, veuve. Musicien, pour assurer sa subsistance, il donne des cours de flûte, en particulier dans l'entourage de la Comtesse Gatatchapov, qu'il fréquente,. Il y épouse le 5 février 1827 Uranie Lemaire, fille du confrère de son père.
Fiché par la police politique de Charles X, il ne peut rentrer en France qu'après la révolution de 1830. Son retour est cependant encore retardé jusqu'à début 1931 par le confinement instauré en Russie en raison d'une épidémie de choléra.

### Notable au Havre: de la gendarmerie aux Bains Frascati (1831-1855)
Il rentre en France le 20 février 1831. Demandant qu'on le fasse jouir des avantages qui ont été accordés aux officiers qui ont subi des condamnations pour délits politiques, il est nommé Lieutenant au 1er Régiment d'Infanterie de ligne le 2 avril 1831,. Il sollicite l'emploi dans la gendarmerie et est affecté au premier Bataillon des Gendarmes mobiles le 20 avril 1831 en Mayenne, dans le Calvados en 1832, et enfin à la compagnie de la Seine Inférieure en 1833.
Il est nommé Chevalier de la Légion d'Honneur le 14 septembre 1831.
Son rapport de revue individuelle au Havre en 1833 est excellent; en août 1836, le tribunal civil de 1re instance demande cependant au Lieutenant à cheval Brédart de jurer fidélité au Roi. A l'inspection de 1837 il est recommandé pour l'avancement; mais il donne une nouvelle fois sa démission de l'armée, cette fois par choix, en septembre 1838. En effet "de soldat Mr Brédart s'est fait spéculateur": il prend la direction des Bains de mer Frascati au Havre. La société Brédart et Cie est formée le 30 août 1838. D'abord gérant, Paul Brédart est dit propriétaire de l'Hôtel Frascati de 1845 à 1848, et en assurera la gestion jusqu'en 1855 au moins.

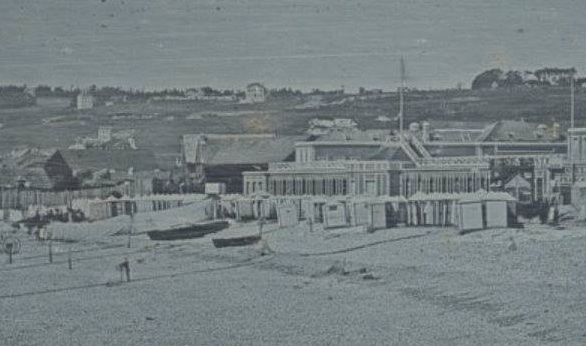
L'hôtel Frascati du Havre, daguerréotype de 1840 par Hippolyte Fizeau (détail), sur Gallica.

Les bains de mer prennent leur essor dans la première moitié du XIXe siècle, et au Havre un premier établissement de bains avait été créé en 1827 et nommé Frascati dans un souci commercial. L'établissement ferme cependant en 1831, et Paul Brédart va le relancer. Une Société des Régates du Havre est par ailleurs constituée en 1838, en liaison avec l'Hôtel et les Bains Frascati, pour attirer des baigneurs parisiens et nordistes par le chemin de fer. Le nouveau bâtiment de l'hôtel, en bois, est inauguré en 1939, avec vingt-six salons, une salle de bals et concerts, deux grandes salles à manger, etc., et d'élégantes galeries qui s’élèvent face la mer. L'hôtel recevra de nombreux hôtes illustres,; en 1845 il compte 250 couverts.
En 1837 Paul Brédart fait partie des actionnaires fondateurs de la Banque du Havre.
Brédart ne pouvant assurer financièrement seul ces projets avec ses anciens revenus de lieutenant de gendarmerie, il est associé dans l'affaire avec ses cousins Motte, grande famille industrielle roubaisienne.

### Colonel de laGarde Nationale
De 1841 à 1852 Paul Brédart fait partie de la Garde Nationale du Havre. L'ancien militaire reprend du service dans cette structure supplétive de maintien de l'ordre créée par la Révolution française, et gérée par les communes. Il en est colonel dès 1846. Il y impose un uniforme à cocarde tricolore et à coq gaulois; la garde nationale du Havre peine à recruter dans les milieux populaires.
Il s' illustrera lors des journées d'insurrection populaire de Juin 1848 à Paris. La mairie du Havre envoie des renforts, et les grades dans la Garde Nationale étant décidés au vote, c'est Brédart qui est réélu colonel, chargé de partir à Paris. La Garde Nationale quitte Le Havre en train le 24 juin à 10 heures du soir, fait arrêt à Rouen pour y être rejointe par son homologue de cette ville, arrive à Paris le 25 vers 9 heures du matin. A son arrivée, le détachement de 1200 hommes est passé en revue par le général Négrier, arrivé de Lille quelques jours avant, et qui fut tué ce même 25 juin,. "Aux attaques dont le faubourg du Temple avait été le théâtre, on remarqua un beau bataillon de garde nationale (...) C'étaient cinq cent volontaires des gardes nationales du Havre, d'Ingouville et de Graville, que commandaient le colonel Brédard (...) Ces braves, à peine arrivés à Paris, avaient demandé à se porter sur les points où l'engagement était le plus vif et le plus meurtrier. On les avait dirigés sur le faubourg du Temple. Après la conquête du faubourg, ils se rendirent à la place de la Bastille et coopérèrent à la prise du faubourg Saint-Antoine". Selon une autre source, le rôle de la garde nationale havraise se cantonna à des tâches de police urbaine, celle de Rouen étant elle impliquée dans des combats violents. La Garde Nationale est de retour le 27 juin au Havre.

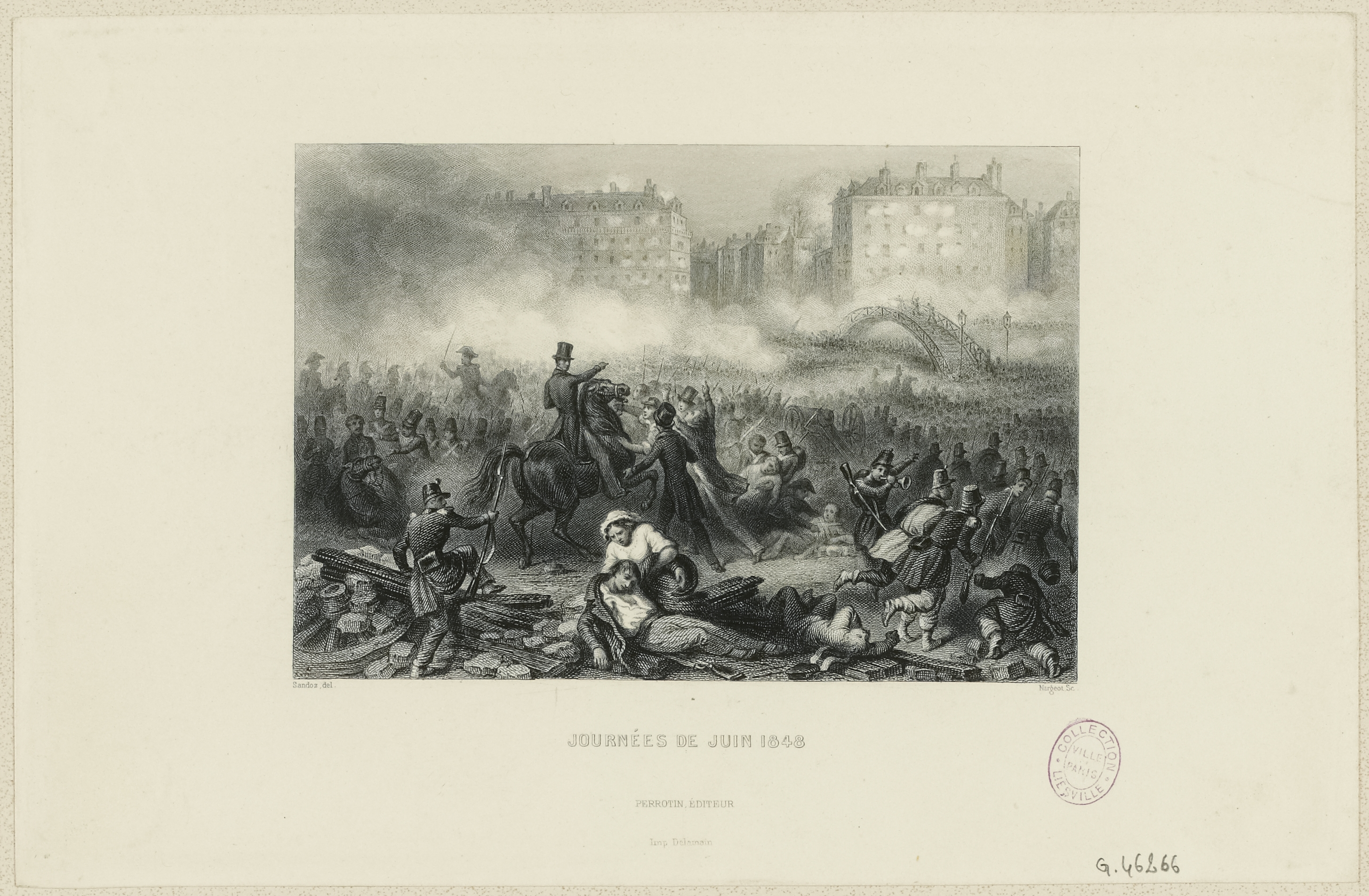
Jean Denis Nargeot, Journées de juin 1848, Paris Musées

Le pouvoir fait surtout appel aux Gardes Nationales de province, jugées plus fidèles que celle de la capitale, pour mater le mouvement insurrectionnel. Pour certains observateurs de l'époque, la Garde Nationale s'interposa entre la troupe et les insurgés pour éviter le bain de sang; pour d'autres comme  pour les historiens, les journées de juin 1848 ont constitué une répression sanglante, suivie de nombreuses arrestations et déportations, et constituent une rupture dans l'histoire de l'idée de République révolutionnaire. Une grande partie du peuple parisien se détourne d'un pouvoir qui a fait tirer sur lui, Louis-Napoléon Bonaparte en tirera profit pour mettre fin à la Seconde République en 1852.
En rentrant au Havre, Brédart reçoit les remerciements de la Ville sous la forme d'une épée d'honneur portant les inscriptions « Au citoyen colonel Brédart, la ville du Havre, reconnaissante ». Le 11 septembre Brédart reçoit ses collègues de la garde républicaine de Paris pour un banquet en son hôtel Frascati. Le 8 octobre il reçoit La Croix d'Officier de la Légion d'Honneur,,. Après les journées de juin 1848, la Garde Nationale participera au Havre à l'embarquement des condamnés pour la déportation; en octobre 1848 lors des "émeutes de la farine" au Havre, le nouveau maire républicain modéré Jacques Huet ne fait pas appel à la Garde Nationale, jugée trop conservatrice, pour rétablir l'ordre.

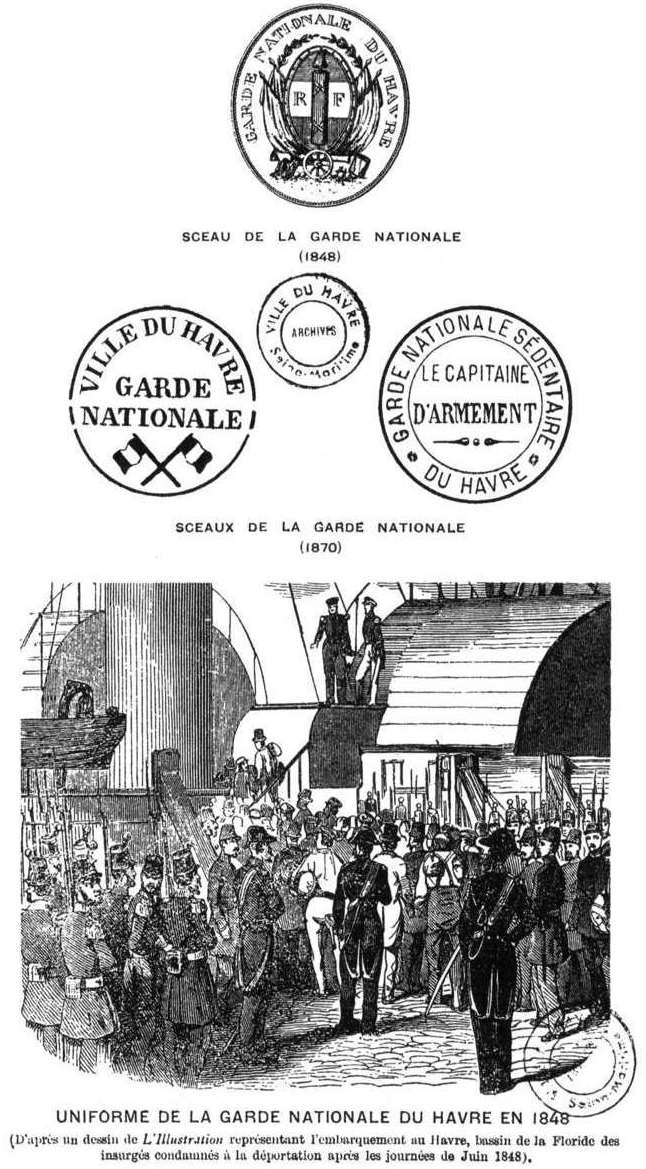
L'Illustration. Embarquement au Havre des condamnés à la déportation après les journées de juin 1848, par la Garde Nationale.

En 1857 Paul Brédart reçoit la médaille de Sainte-Hélène.
Sa mère décède en juin 1849 à Paris. Resté sans enfants de son premier mariage avec Uranie Lemaire, Paul Brédart entretient une relation avec une jeune blanchisseuse, Félicité Eulalie Duval, qui lui donne un fils en 1857 et une fille en 1859. Il épouse Eulalie en 1864 après le décès de sa première femme en 1862 à Paris. A nouveau veuf en 1869, il décède le 18 octobre 1870 à Montivilliers, et ses jeunes enfants sont mis sous la tutelle de l'industriel textile Louis Motte-Bossut de Roubaix.

## Fictions
- Paul Brédart est un des personnages secondaires du livre de Frédéric Preney-Declercq, Le complot du Bazar français, roman historique, Nantes, Normant Editions, 2005, 444 p.[note 13].